# Motula

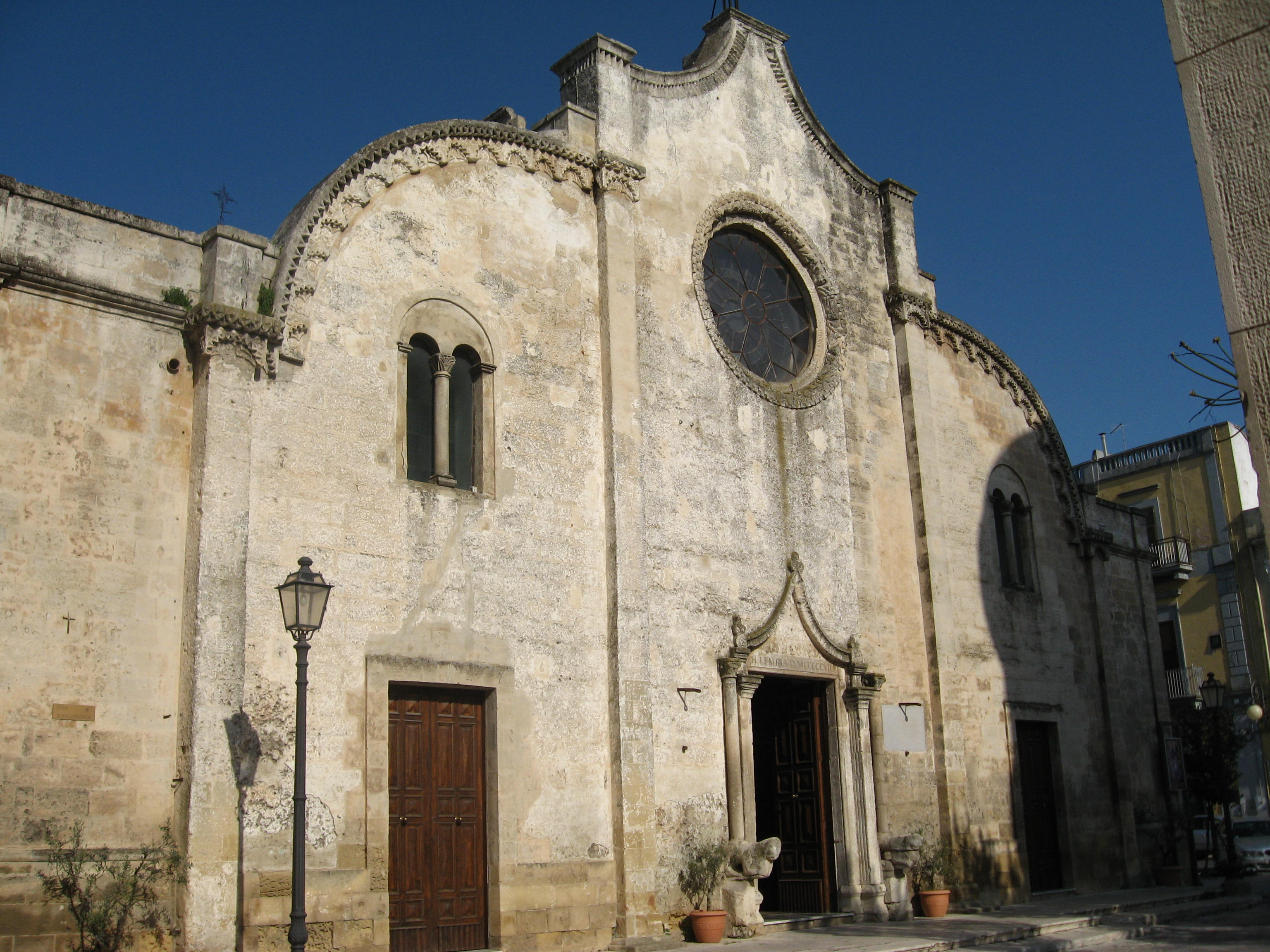
Dawna katedra diecezjalna w Mottoli

Motula (łac. Dioecesis Motulensis) – stolica historycznej diecezji w Italii erygowanej w 1023 roku, a włączonej w roku 1818 w skład diecezji Castellaneta.
Współczesne miasto Mottola znajduje się w Prowincji Tarent we Włoszech. Obecnie katolickie arcybiskupstwo tytularne ustanowione w 1968 przez papieża Pawła VI.

## Biskupi tytularni
| Lp. | Biskup             | Funkcja                                       | Od               | Do              |
| --- | ------------------ | --------------------------------------------- | ---------------- | --------------- |
| 1   | Bernard McLaughlin | biskup pomocniczy Buffalo (USA)               | 28 grudnia 1968  | 5 stycznia 2015 |
| 2   | Angelo De Donatis  | biskup pomocniczy diecezji rzymskiej (Włochy) | 14 września 2015 | 28 czerwca 2018 |
| 3   | Gianfranco Gallone | nuncjusz apostolski                           | 2 lutego 2019    |                 |